# Flaviska dynastin

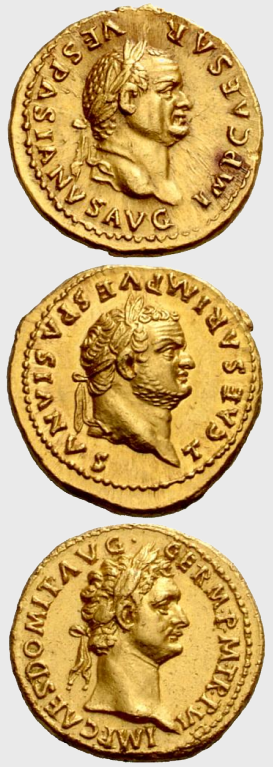
Vespasianus, Titus och Domitianus

Flaviska dynastin var en serie med tre romerska kejsare, som härskade från år 69 till 96. Flavierna kom till makten under romerska inbördeskriget 69, känt som de fyra kejsarnas år, då den framgångsrike generalen Vespasianus utropas till kejsare och dynastin slutar med Domitianus som blev knivmördad 96.

## Kejsare i dynastin
- Titus Flavius Vespasianus (69–79)
- Titus Flavius Vespasianus (79–81), Vespasianus äldste son.
- Titus Flavius Domitianus (81–96), Vespasianus yngste son.